# Zoantharia
Zoantharia (Também chamada Zoanthidea ou Zoanthiniaria) é uma Ordem de cnidários antozoários da subclasse Hexacorallia. São comumente encontrados em recifes de coral, recifes de mar profundo e diversos outros ambientes marinhos ao redor do mundo. Estes animais possuem grande variedade de organização na colônia e apresentam muitas cores. Podem ser encontrados como pólipos individuais, um cordão / fita de estolão ou um tapete, criado a partir de pequenas partes de areia, sedimento e pedras. O termo "zoantídeo" refere-se a todos os animais da Ordem Zoantharia, não devendo ser confundidos com Zoanthus, que é um dos gêneros dessa Ordem. 
Estes organismos são alguns dos mais comumente coletados em corais para aquarismo, devido a sua fácil propagação e resiliência, conseguindo resistir a diferentes condições da água. 